# Campanula isophylla
La campanula di Capo Noli o campanula di Noli (Campanula isophylla Moretti) è una pianta appartenente alla famiglia delle Campanulaceae, endemica della riviera ligure di Ponente.

## Distribuzione e habitat
Il su areale è limitato a pochi chilometri, da Noli a Verezzi, comprendendo il Comune di Finale Ligure di cui è il fiore simbolo. L'esiguità della zona di diffusione ne rende delicata la sopravvivenza e per tale motivo è protetta dalla Regione Liguria con la L.R 9/84.

## Usi
È molto apprezzata come pianta ornamentale, ideale per vasi sospesi